# Harold Rayner
Harold Marvin Rayner (27. juli 1888 – 8. december 1954) var en amerikansk fægter og moderne femkæmper som deltog i OL 1912 i Stockholm og 1920 i Antwerpen.
Rayner vandt en bronzemedalje i fægtning under OL 1920 i Antwerpen. Han var med på det amerikanske hold som kom på en tredjeplads i holdkonkurrencen i fleuret.